# Romell Glave
Romell Glave (* 11. November 1999) ist ein britisch-jamaikanischer Leichtathlet, der sich auf den Sprint spezialisiert hat und seit Juni 2023 für das Vereinigte Königreich startberechtigt ist.

## Sportliche Laufbahn
Erste internationale Erfahrungen sammelte Romell Glave im Jahr 2024, als er bei den Europameisterschaften in Rom in 10,06 s die Bronzemedaille im 100-Meter-Lauf hinter den Italienern Marcell Jacobs und Chituru Ali gewann. Zudem schied er mit der britischen 4-mal-100-Meter-Staffel mit 39,60 s im Vorlauf aus.

## Persönliche Bestleistungen
- 100 Meter: 10,02 s (+1,1 m/s), 3. September 2023 in London
  - 60 Meter (Halle): 6,66 s, 13. Januar 2018 in Lee Valley
- 200 Meter: 20,95 s (−0,1 m/s), 18. Juni 2017 in Bedford